# Cratichneumon spilomerus
Cratichneumon spilomerus là một loài tò vò trong họ Ichneumonidae.